# I Set My Friends On Fire
I Set My Friends on Fire (también llamados The Calvary Kids o ISMFOF) es una banda estadounidense de post-hardcore formada en 2007.

## Historia
Este dúo se dio a conocer en MySpace, donde su interpretación de la canción "Crank that" de Soulja Boy (originalmente titulada "Crank That Calvary Boy") tuvo más de un millón de reproduccuiones. Sin embargo, la página del dúo en MySpace fue retirada en tres ocasiones porque MySpace asumió que estaban utilizando algún software para incrementar su número de reproducciones.
También realizaron una versión de la canción "Toxic" de la artista Britney Spears, y muchos que la escucharon dijeron que la versión era de Alesana. Incluso hay videos en YouTube que dicen "toxic by alesana", pero la versión original es de I Set My Friends on Fire.
Firmaron con la compañía Epitaph Records, que puso a la venta su álbum debut llamado You Can't Spell Slaughter Without Laughter el 7 de octubre de 2008. El álbum recibió solamente media estrella de cinco posibles por parte del crítico Nate Adams de la revista Slant, quien comentó que "este álbum está ubicado muy arriba en la lista de los peores álbumes del año. La música apunta por algo de brutalidad y melodía, pero falla por completo en ambas cuando se requieren dentro del álbum." El crítico Phil Freeman de la revista Alternative Press también le otorgó solo media estrella de cinco posibles, comentando que el disco "no tiene ningún momento memorable". Sin embargo, Matthew Hadley de Brock Press, dio una crítica un poco más favorable, llamándolo "una genuina grabación de un dúo intentando crear algo nuevo y fresco en un género cada vez más cansado."
You Can't Spell Slaughter Without Laughter llegó a la posición #29 del "Billboard Heatseekers".
Ya realizaron su primera gira en Estados Unidos. El 21 de noviembre de 2008, se presentaron en un vídeo de YouTube llamado "Sex Ed Rocks" en el canal del dueto cómico Smosh. Gracias a Smosh, se puso a la venta una nueva línea de ropa con la frase "Periods Suck, Commas Rule!" de I Set My Friends on Fire.

## Miembros
Miembros actuales
- Matt Mehana — voz, secuenciador, programación (desde 2007)

Miembros anteriores
- Nabil Moo — guitarra, sintetizadores, secuenciador, coros, otros instrumentos (2007-2010)
- Chris Lent — batería, guitarra, secuenciador (desde 2009)

Miembros de apoyo
- Joe Nelson — guitarra (desde 2011)
- Airick Delgado — guitarra (desde 2012)
- August Bartell — batería (desde 2012)
- Blake Steiner — guitarra (2010–2011)
- Andrew Tapley — guitarra (2010–2011)
- Ashton Howarth — guitarra (2011)
- Matt Mingus — batería (2012)

## Discografía
Álbumes/EPs
- I Set My Friends On Fire EP (auto-lanzado, 2008)
- You Can't Spell Slaughter Without Laughter (Epitaph, 2008) US Heat #29
- Astral Rejection (Epitaph, 2011) US Heat #9 US Indie #49
- Caterpillar Sex (auto-lanzado, 2014)

## Videografía
- "Sex Ed Rocks" (2008, con Smosh)
- "Things That Rhyme With Orange" (2009)
- "Four Years Foreplay" (2009, con Smosh)
- "Astral Rejection" (2011)
- "It Comes Naturally" (2011)